# Saint-Christophe (Charente)
Saint-Christophe è un comune francese di 325 abitanti situato nel dipartimento della Charente, nella regione della Nuova Aquitania.

## Società

### Evoluzione demografica
Abitanti censiti